# Općina Prebold
Općina Prebold (slo.:Občina Prebold) je općina u središnjoj Sloveniji u pokrajini Štajerskoj i statističkoj regiji Savinjskoj. Središte općine je naselje Prebold s 1.605 stanovnika.

## Zemljopis
Općina Prebold nalazi se u središnjem dijelu Slovenije, u krajnje jugozapadnom dijelu pokrajine Štajerske. Sjeverni dio općine je dolina rijeke Savinje. Iznad doline, ka jugu, uzdiže se planina Goljava.
U općini vlada umjereno kontinentalna klima. Najvažniji vodotok u općini je rijeka Savinja. Svi ostali vodotoci su mali i njeni su pritoci.

## Naselja u općini
Dolenja vas, Kaplja vas, Latkova vas, Marija Reka, Matke, Prebold, Sveti Lovrenc, Šešče pri Preboldu

## Vanjske poveznice
- Službena stranica općine